# Jiyūtō
Pour les articles homonymes, voir Parti libéral du Japon.

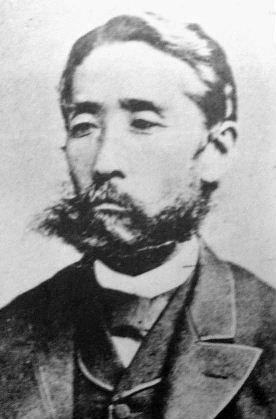
Itagaki Taisuke, fondateur du premier parti libéral du Japon

Le Jiyūtō (自由党, Parti libéral) est le nom de plusieurs partis politiques libéraux de l'histoire du Japon ; deux d'entre eux existèrent pendant l'empire du Japon (1868-1945).

## Parti libéral de 1881
Le premier parti libéral du Japon fut fondé le 18 octobre 1881 par Itagaki Taisuke et d'autres membres du mouvement pour la liberté et les droits du peuple, afin de faire campagne pour l'établissement d'une assemblée nationale, d'une démocratie libérale et d'une monarchie constitutionnelle, avec pour modèle les principes politiques français. Il attira beaucoup d'ex-samouraïs, mécontents car ils ne percevaient plus de pensions du gouvernement et n'étaient plus une classe d'élite. Le Jiyūtō avait aussi pour but l'établissement d'une assemblée élue dans chaque province. Itagaki devint président de ce parti et Nobuyuki Nakajima fut le vice-président. Parmi les membres connus l'on peut citer Gotō Shōjirō, Baba Tatsui, Suehiro Tetcho, Ueki Emori et Chōmin Nakae.
Le gouvernement de Meiji était inquiet de la montée du Jiyūtō, le suspectant de vouloir établir en dernier lieu une république. Plusieurs membres du parti menèrent ou provoquèrent des émeutes d'agriculteurs, ce qui a fragilisa la crédibilité du Jiyūtō. Le parti vota lui-même sa dissolution le 29 octobre 1884, à la veille de l'incident de Chichibu.

## Rikken Jiyūtō
En 1887, Gotō Shojirō regroupa plusieurs anciens membres du Jiyūtō dans un proto-parti appelé le mouvement Daidō Danketsu. Ce groupe fusionna avec deux autres petits groupes menés par Chōmin Nakae, Ōi Kentaro et Taisuke Itagaki pour former le Rikken Jiyūtō (立憲自由党, Parti libéral constitutionnel) le 25 août 1890 pour contester la tenue prochaine de la première élection législative de la nouvelle chambre basse de la Diète du Japon. Le parti devint majoritaire après les élections législatives japonaises de 1890 avec 130 sièges sur 300. Il reprit lui-même le nom de Jiyūtō en 1891.
Dans la Diète, le Jiyūtō s'allia avec le Rikken Kaishintō (38 sièges) de Shigenobu Ōkuma et avec un certain nombre d'autres partis indépendants pour obtenir la majorité absolue. Itagaki et Ōkuma se prononçaient contre les politiques de clans (le hanbatsu) ainsi que le règne arbitraire du genrō et de la chambre des pairs, et utilisèrent la seule arme de blocage que leur accordait la constitution Meiji : la non-approbation du budget national. Lorsque la Diète fut complètement bloquée en 1891, le Premier ministre du Japon Aritomo Yamagata fut contraint de demander de nouvelles élections.
Durant cette période, le mouvement se divisa entre les membres de bas-rang et les dirigeants aristocrates du parti. Itagaki fut impliqué dans une controverse quand il fit un voyage en Europe considéré par beaucoup comme financé par le gouvernement. En réalité, le voyage était financé par le zaibatsu Mitsui, mais les soupçons sur Itagaki persistèrent et en conséquence, l'unité du parti en pâtit et une multitude de petits groupes en sortit.
Les élections législatives japonaises de 1892 furent marquées par la violence et l'intimidation du gouvernement à l'égard des partisans et des candidats du Jiyūtō ; cependant, le Jiyūtō garda sa position de parti majoritaire à la diète avec 94 sièges, et 41 pour leurs alliés du Rikken Kenseitō.
En avril 1896, Itagaki intégra le deuxième gouvernement Itō en tant que ministre de l'Intérieur. En 1898, il rejoignit Shigenobu Ōkuma dans le Shinpotō (l'ancien Rikken Kenseitō) pour former le Kenseitō qui devint le premier parti politique du Japon. Ōkuma devint alors premier ministre, et Itagaki continua à servir comme ministre de l'Intérieur. Le Cabinet s'effondra après quatre mois de chamaillerie entre les factions.
Après la dissolution du Kenseitō, plusieurs anciens membres du Jiyūtō rejoignirent le premier ministre Hirobumi Itō pour former le Rikken Seiyūkai en 1900.

## Source de la traduction
- (en) Cet article est partiellement ou en totalité issu de l’article de Wikipédia en anglais intitulé « Liberal Party of Japan (1881) » (voir la liste des auteurs).